# Chacabuco (kommun)
Chacabuco är en kommun i Argentina.   Den ligger i provinsen Chaco, i den norra delen av landet, 900 km norr om huvudstaden Buenos Aires.
Trakten runt Chacabuco består i huvudsak av gräsmarker. Runt Chacabuco är det ganska glesbefolkat, med 22 invånare per kvadratkilometer.